# Сичик-горобець цейлонський
Си́чик-горобе́ць цейлонський (Glaucidium castanotum) — вид совоподібних птахів родини совових (Strigidae). Ендемік Шрі-Ланки. Раніше вважався підвидом індійського сичика-горобця, однак був визнаний окремим видом.

## Опис

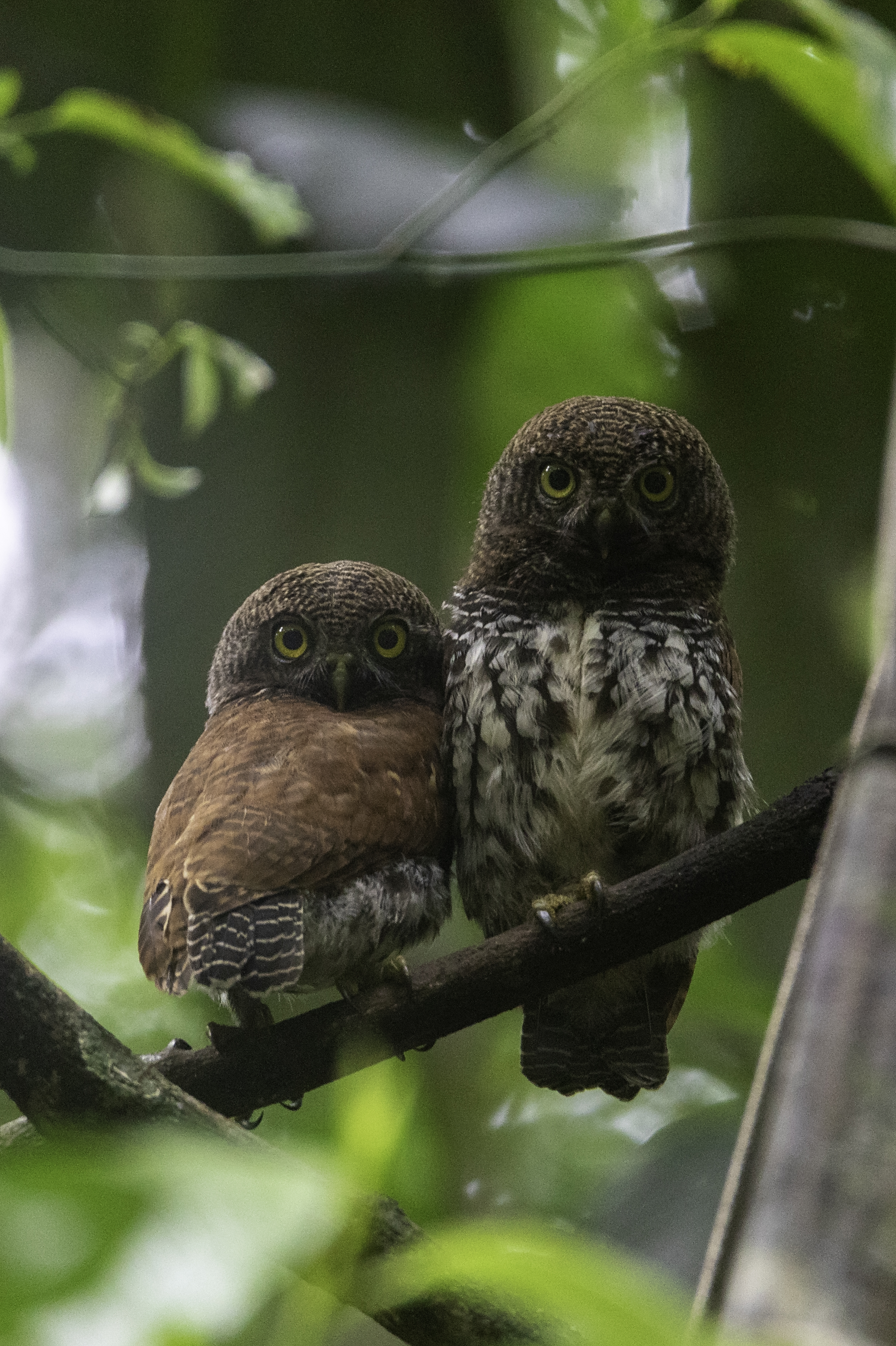
Пара цейлонських сичиків-горобців

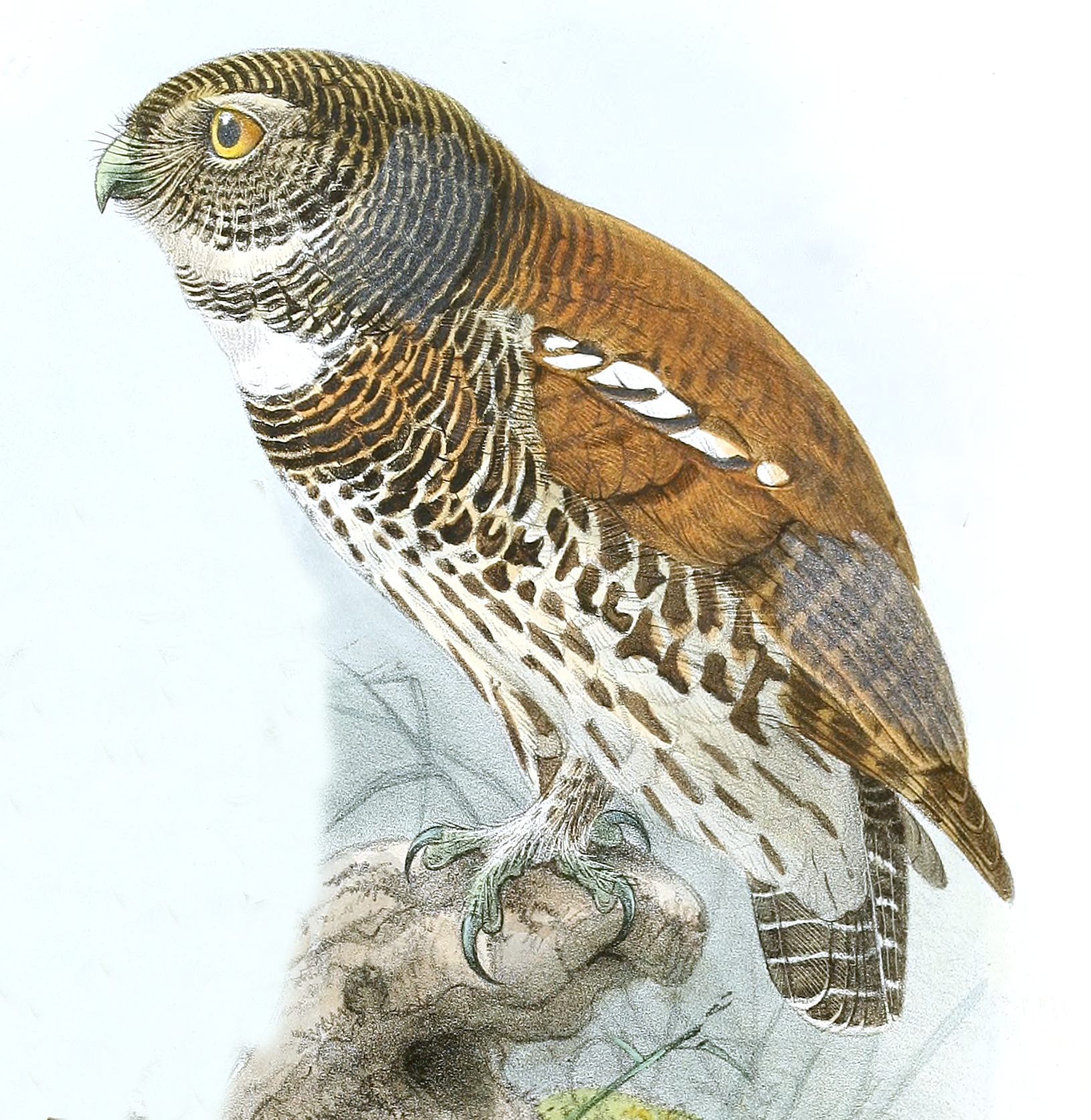
Цейлонський сичик-горобець

Довжина птаха становить 17—19 см, розмах крил 122—137 см, вага 100 г, довжина хвоста 56—70 мм. Самиці дещо більші за самців. Верхня частина тіла каштаново-коричнева, поцяткована темними смугами, нижня частина тіла біла, поцяткована тонкими чорнуватими смужками. Лицевий диск коричневий, слабо виражений, шия біла. Очі світло-жовті, восковиця сіра або зеленувато-біла, дзьоб жовтуватий або зеленуватий, лапи жовтувато-оливкові.

## Поширення і екологія
Цейлонські сичики-горобці є ендеміками острова Шрі-Ланка. Вони живуть у густих вологих рівнинних і гірських тропічних лісах. Зустрічаються на висоті до 1950 м над рівнем моря. Активні вдень, особливо під вечір. Живляться переважно жуками та іншими комахами, а також дрібними гризунами, ящірками і пташенятами. Сезон розмноження триває з березня по травень. Гніздяться в дуплах дерев, часто використовують покинуті гнізда дятлів. У кладці 2 яйця.

## Збереження
МСОП класифікує стан збереження цього виду як близький до загрозливого. За оцінками дослідників, популяція цейлонських сичиків0горобців становить від 15 до 30 тисяч птахів. Їм загрожує знищення природного середовища.